# Martin Gemeinhardt
Martin Gemeinhardt (maghiară Gemeinhardt Márton) (n. 1877, Banat, Austro-Ungaria – d. 1934, Elveția) a fost un arhitect care între anii 1902–1913 a proiectat în Timișoara clădiri în stil Secession.

## Viața personală
În 1905 s-a logodit cu Vilma Máthé, al cărei tutore era medicul stomatolog și profesor universitar din Cluj Vilmos Vajna (hu). Ulterior ea a devenit soția sa.

### În Primul Război Mondial
A participat la Primul Război Mondial ca inginer constructor (genist). Legat de această perioadă, în 1917 a condus comisia de restituire a unui clopot istoric de bronz. Acesta, conform inscripției de pe el, fusese turnat în 1635 de Nicolaus Gelnauer la comanda și pe banii lui János Török, comandantul cavaleriei lui Gheorghe Rákóczi I și donat bisericii satului Nagykereki. În 1659–1660 Seydi Ahmed Pașa a atacat și a distrus satul și a luat clopotul. Acesta a fost regăsit în 1917 la Câmpulung Muscel, iar Martin Gemeinhardt s-a ocupat de identificare și restituire, fapt menționat, inclusiv numele său, într-o inscripție suplimentară care a fost gravată pe clopot.
După Primul Război Mondial a trăit mai mult în Elveția, unde a și murit.

### Activitate politică
În 1918–1919 a făcut parte din ramura din Timișoara a Consiliului Național Maghiar (hu/en) (maghiară Délvidéki Magyar Nemzeti Tanács) alături de Albert Márton. În aprilie 1919 Ábel Bartha și István Augner au făcut demersuri pentru crearea unui guvern care să înlocuiască guvernul comunist al lui Béla Kun. Din acest guvern urmau să facă parte și timișorenii Béla Fülöpp, Márton Gemeinhardt, György Dezső Kamillo Korossy, Dénes Pálossy și Tibor Tubán.

## Activitatea ca arhitect și întreprinzător
Certificarea ca inginer constructor a obținut-o la 23 mai 1902.
În Freidorf avea împreună cu Arnold Merbl și Hofgärtner o fabrică de cărămizi.
| Poz. | Descriere | Adresă, Coordonate                                                           | Data autorizării, data terminării          | Imagine | Note                                            |
| ---- | --- | ---------------------------------------------------------------------------- | ------------------------------------------ | ------- | ----------------------------------------------- |
| A    | Palatul Jakab Csendes. Stil Secession. Parte a sitului urban Cartierul „Cetatea Timișoara”. | Str. Eugeniu de Savoya nr. 22 45°45′25″N 21°13′35″E / 45.7570°N 21.2264°E    | 1905                                       |         | [ 9 ]                                           |
| B    | Palatul Ferencz (Franz) Marschall, stil Art Nouveau 1900. Edificiul este considerat ca fiind „poarta de intrare” în cartiere istorice Iosefin și Elisabetin. În curs de reabilitare. Parte a sitului urban „Vechiul Cartier Iosefin”. | Spl. Tudor Vladimirescu, nr. 12 45°44′56″N 21°13′13″E / 45.7490°N 21.2203°E  | 14 dec 1903/ 1 nov 1904                    |         | [ 5 ] [ 10 ] [ 11 ] [ 12 ] [ 13 ]               |
| C    | Casa János (Johann) Hartlauer (Casa cu Păuni și Bufnițe), stilul anilor 1900, curentul Art Nouveau. Decorațiile de pe fațadă sunt motive florale și zoomorfe: păuni, bufnițe și veverițe. Nereabilitată. Parte a sitului urban „Vechiul Cartier Iosefin”. | P-ța Plevnei, nr. 7 45°44′54″N 21°13′15″E / 45.7484°N 21.2207°E              | 29 apr 1904/ 1 nov 1904                    |         | [ 5 ] [ 10 ] [ 14 ] [ 15 ] [ 16 ] [ 17 ]        |
| D    | Casa Romulus Nicolin (Casa cu Păuni), stilul anilor 1900, curentul Art Nouveau. Modificat detalii conform aut. din 14 aprilie 1910. Decorațiile de pe fațadă simbolizează Pomul vieții și păuni, decorații asemănătoare cu cele ale Casei cu Păuni, operă a aceluiași arhitect. Deasupra intrării se vede monograma proprietarului, „RN”. Nereabilitată. Parte a sitului urban „Vechiul Cartier Iosefin”. | Str. Gen. Henri Berthelot, nr. 4 45°44′54″N 21°13′12″E / 45.7482°N 21.2201°E | 9 feb 1904/ 14 sep 1904                    |         | [ 5 ] [ 10 ] [ 14 ] [ 16 ] [ 18 ] [ 19 ] [ 20 ] |
| E    | Palatul Martin Gemeinhardt. Stilul anilor 1900, curentul Secession. Reabilitat. Parte a sitului urban „Vechiul Cartier Iosefin”. | Str. Gen. Henri Berthelot, nr. 7 45°44′52″N 21°13′11″E / 45.7478°N 21.2197°E | 3 aug 1908/ 4 aug 1909                     |         | [ 5 ] [ 21 ]                                    |
| F    | Casă de raport. Parte a ansamblului urban VIII. | Str. Gheorghe Doja, nr. 35 45°44′31″N 21°13′31″E / 45.7420°N 21.2252°E       |                                            |         | [ 5 ]                                           |
| G    | Palatul Casei de Economii Timișorene. Stilul anilor 1900, curentul Art Nouveau cu decorații vegetale și figurative. Între decorații apare și reprezentarea stilizată a stupului de albine, simbol al băncilor. Nereabilitat. Parte a sitului urban „Vechiul Cartier Iosefin”. | Str. Ion Ghica, nr. 1 45°44′45″N 21°12′48″E / 45.7459°N 21.2133°E            | 5 mar 1906/ 5 nov 1906                     |         | [ 5 ] [ 10 ] [ 22 ] [ 23 ] [ 24 ] [ 25 ]        |
| H    | Palatul Károly (Karl) Weisz (fostul Hotel Royal). Stilul anilor 1900, curentul Secession. Parțial reabilitat. | Bd. Gen. Ion Dragalina, nr. 27 45°44′48″N 21°12′35″E / 45.7468°N 21.2097°E   | 1909/ 1910                                 |         | [ 10 ] [ 24 ] [ 26 ]                            |
| I    | Palatul Martin Gemeinhardt (fostul Hotel Splendid) interbelic. Stil Secession 1900, cu decorațiuni geometrice bazate pe forme pătrate. Transformat în 1941. Nereabilitat. | Bd. Gen. Ion Dragalina, nr. 29 45°44′52″N 21°12′33″E / 45.7477°N 21.2091°E   | 26 sep 1911 26 feb 1912 (completări)/ 1912 |         | [ 5 ] [ 10 ] [ 27 ] [ 28 ]                      |
| J    | Palat construit (probabil) de Salamon Schnürer și Adolf Hanecker. Stil Secession 1900 cu o ornamentație complexă. Reabilitat. Parte a sitului urban „Vechiul Cartier Iosefin”. | Spl. Tudor Vladimirescu, nr. 24 45°44′51″N 21°12′40″E / 45.7474°N 21.2111°E  | 26 sep 1911/ 1 feb 1913                    |         | [ 10 ] [ 11 ] [ 29 ]                            |
| K    | Palat construit (probabil) de Salamon Schnürer și Adolf Hanecker. Stil Secession 1900, cu o ornamentație de fațadă ușor ternă, cu volume alternante, care amintesc mai mult de Jugendstil-ul austriac. Reabilitat. Parte a sitului urban „Vechiul Cartier Iosefin”. | Spl. Tudor Vladimirescu, nr. 23 45°44′51″N 21°12′41″E / 45.7475°N 21.2114°E  | 26 sep 1911/ 1 feb 1913                    |         | [ 10 ] [ 11 ] [ 29 ]                            |
| L    | Palat construit (probabil) de Salamon Schnürer și Adolf Hanecker. Stil Secession 1900. Nereabilitat. Parte a sitului urban „Vechiul Cartier Iosefin”. | Spl. Tudor Vladimirescu, nr. 22 45°44′51″N 21°12′42″E / 45.7476°N 21.2117°E  | 26 sep 1911/ 1 feb 1913                    |         | [ 10 ] [ 29 ]                                   |
| M    | Palat construit (probabil) de Salamon Schnürer și Adolf Hanecker. Stil Secession 1900. Nereabilitat. Parte a sitului urban „Vechiul Cartier Iosefin”. | Str. Ion Ghica, nr. 19 45°44′52″N 21°12′43″E / 45.7477°N 21.2120°E           | 26 sep 1911/ 1 feb 1913                    |         | [ 10 ]                                          |
| N    | Palatul Albert Schott. Stil Secession 1900. Nereabilitat. Parte a ansamblului urban V. | Bd. Iuliu Maniu, nr. 47 45°44′36″N 21°12′24″E / 45.7433°N 21.2066°E          | 26 sep 1911/ 1913                          |         | [ 10 ] [ 30 ]                                   |

Detalii arhitectonice
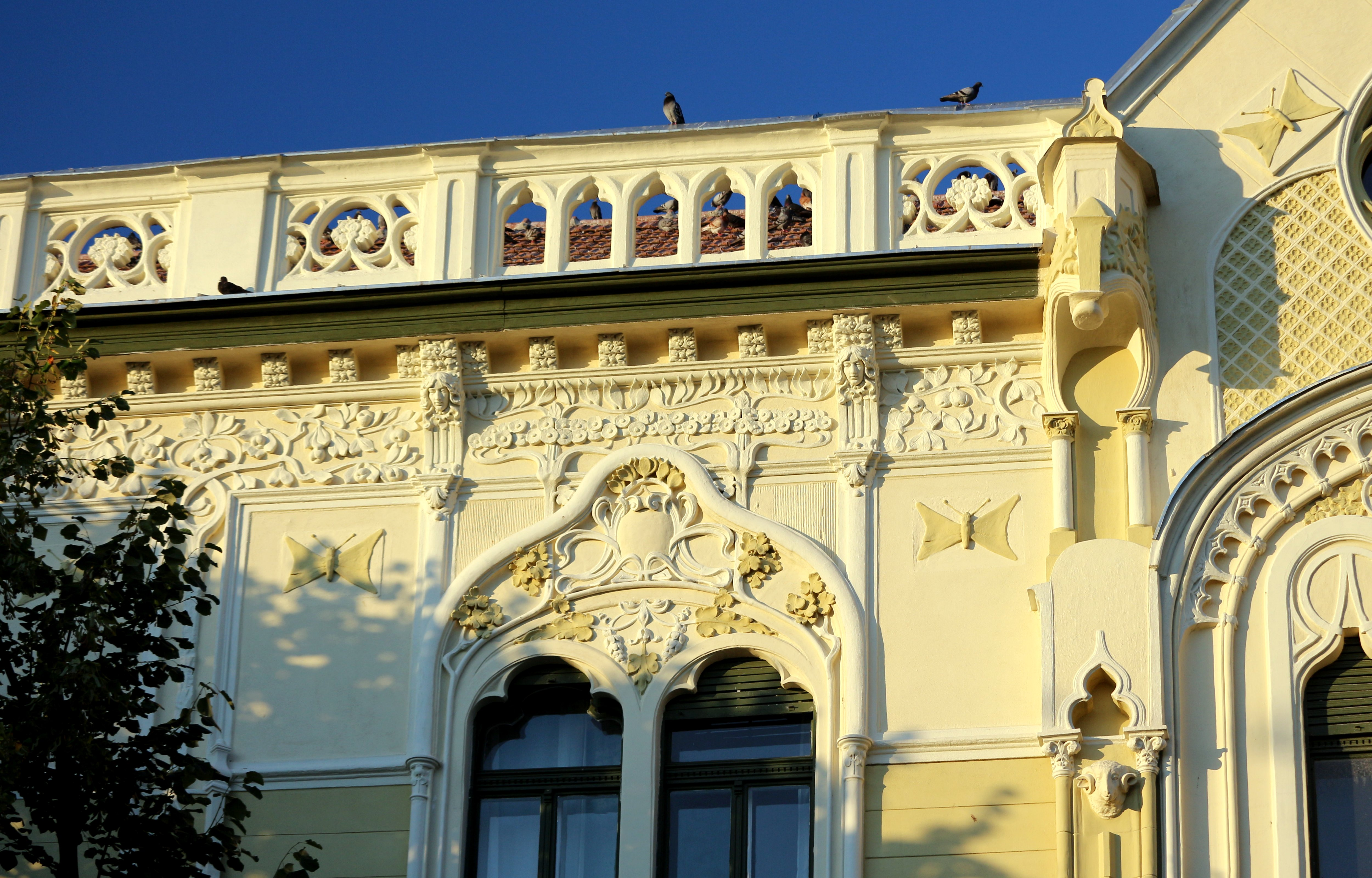
Figuri feminine, fluturi și flori pe Palatul Marschall
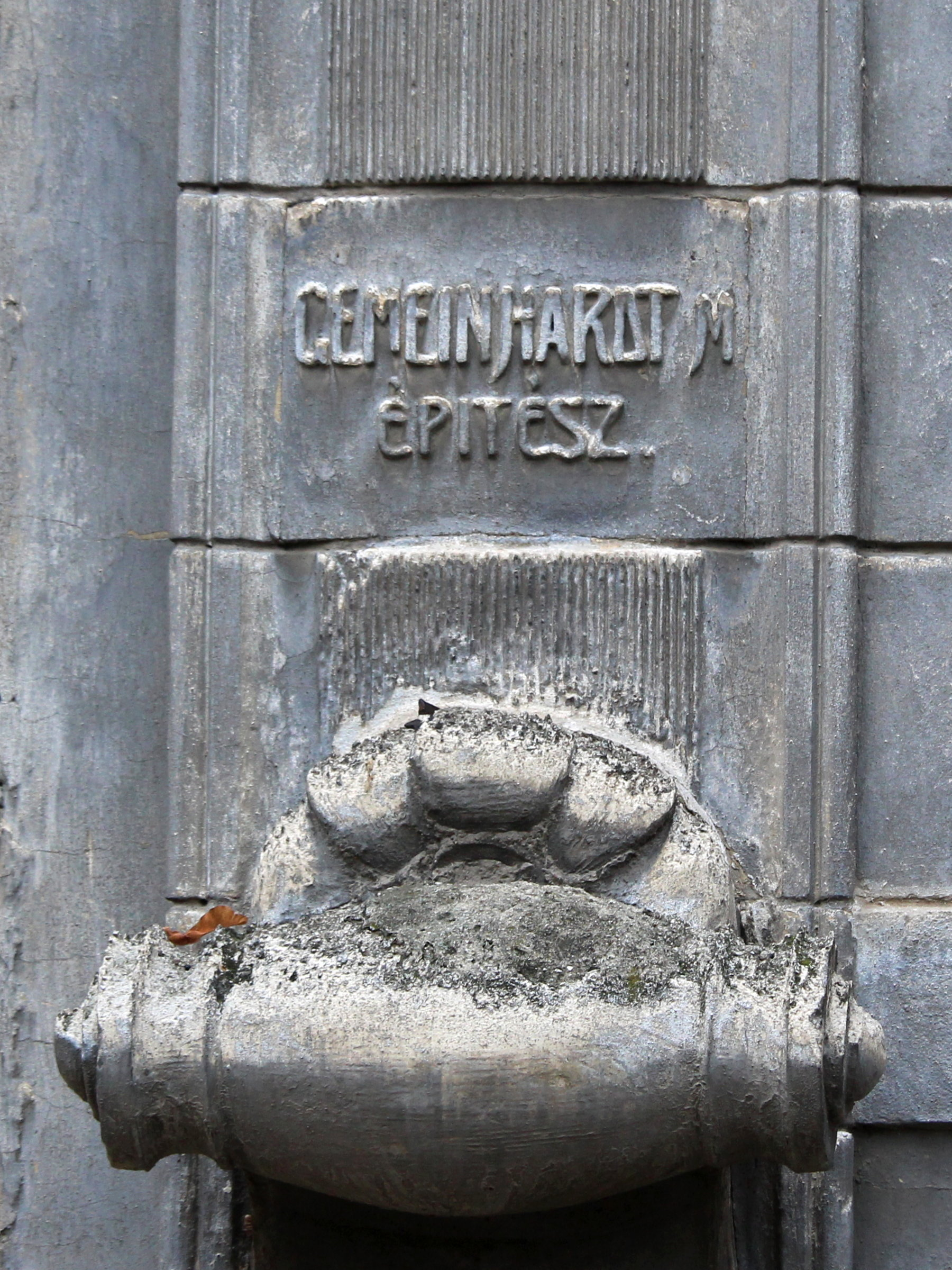
Numele arhitectului pe Casa Hartlauer
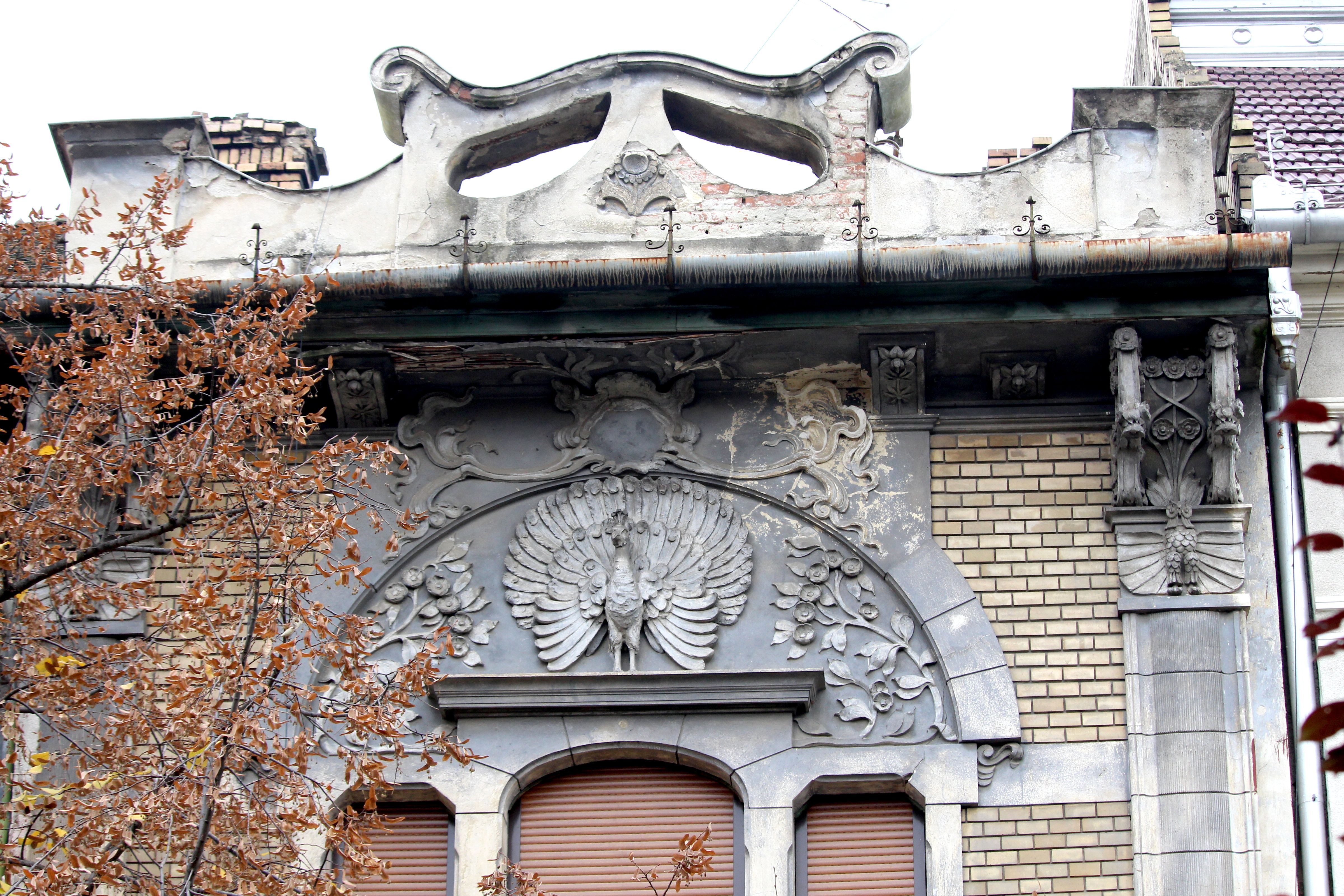
Detaliu Casa Hartlauer, păun
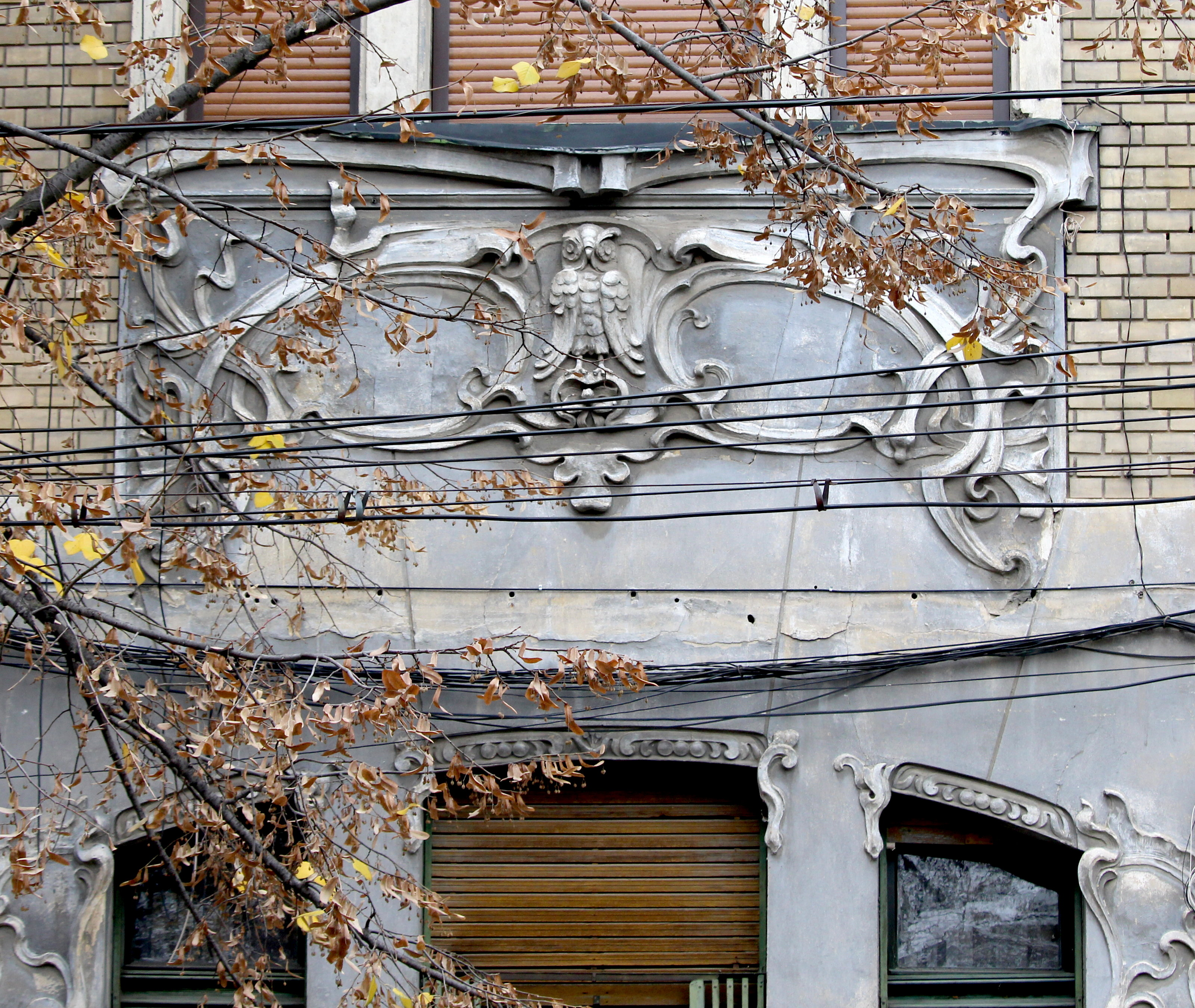
Detaliu Casa Hartlauer, bufniță

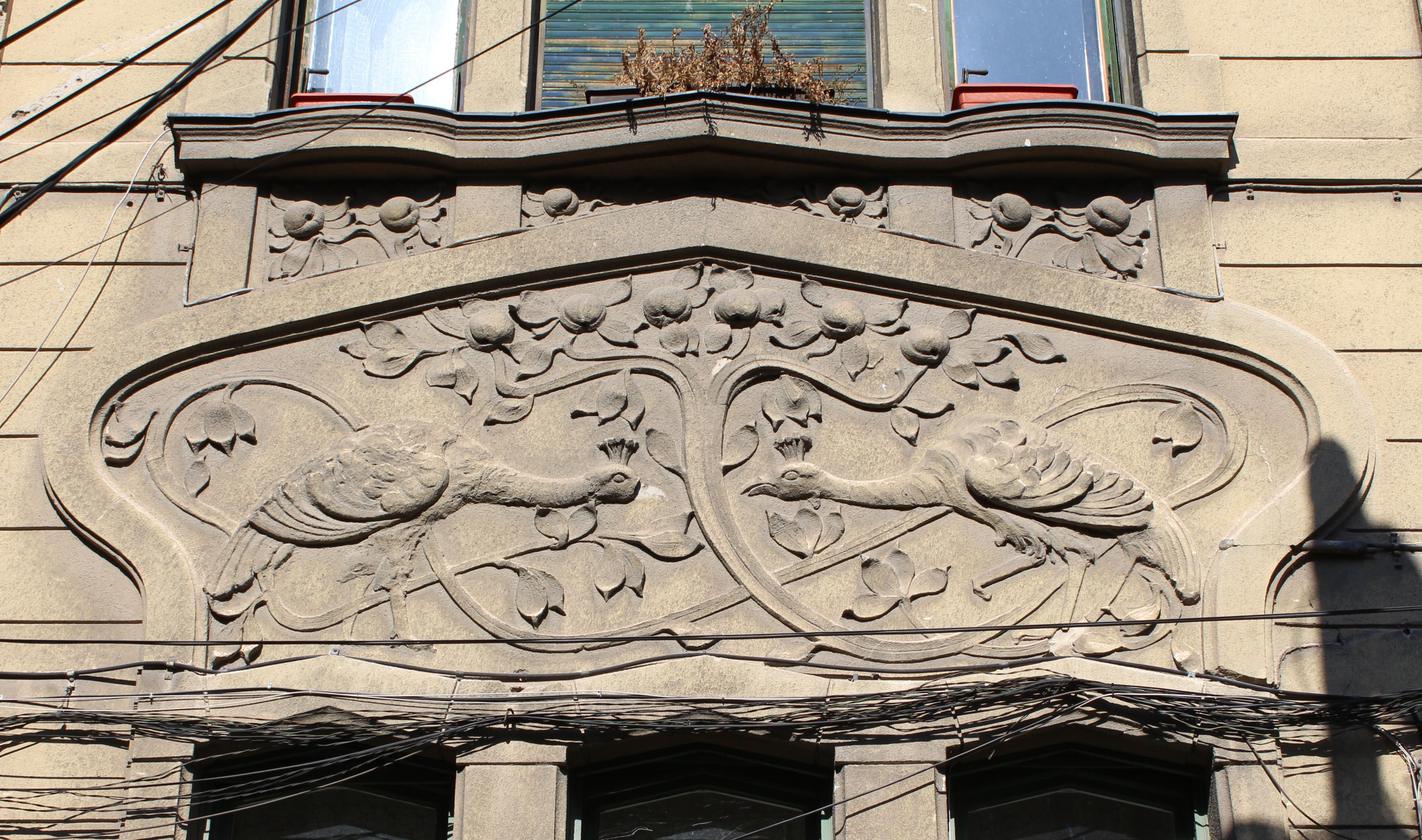
Detaliu Casa Romulus Nicolin, păuni
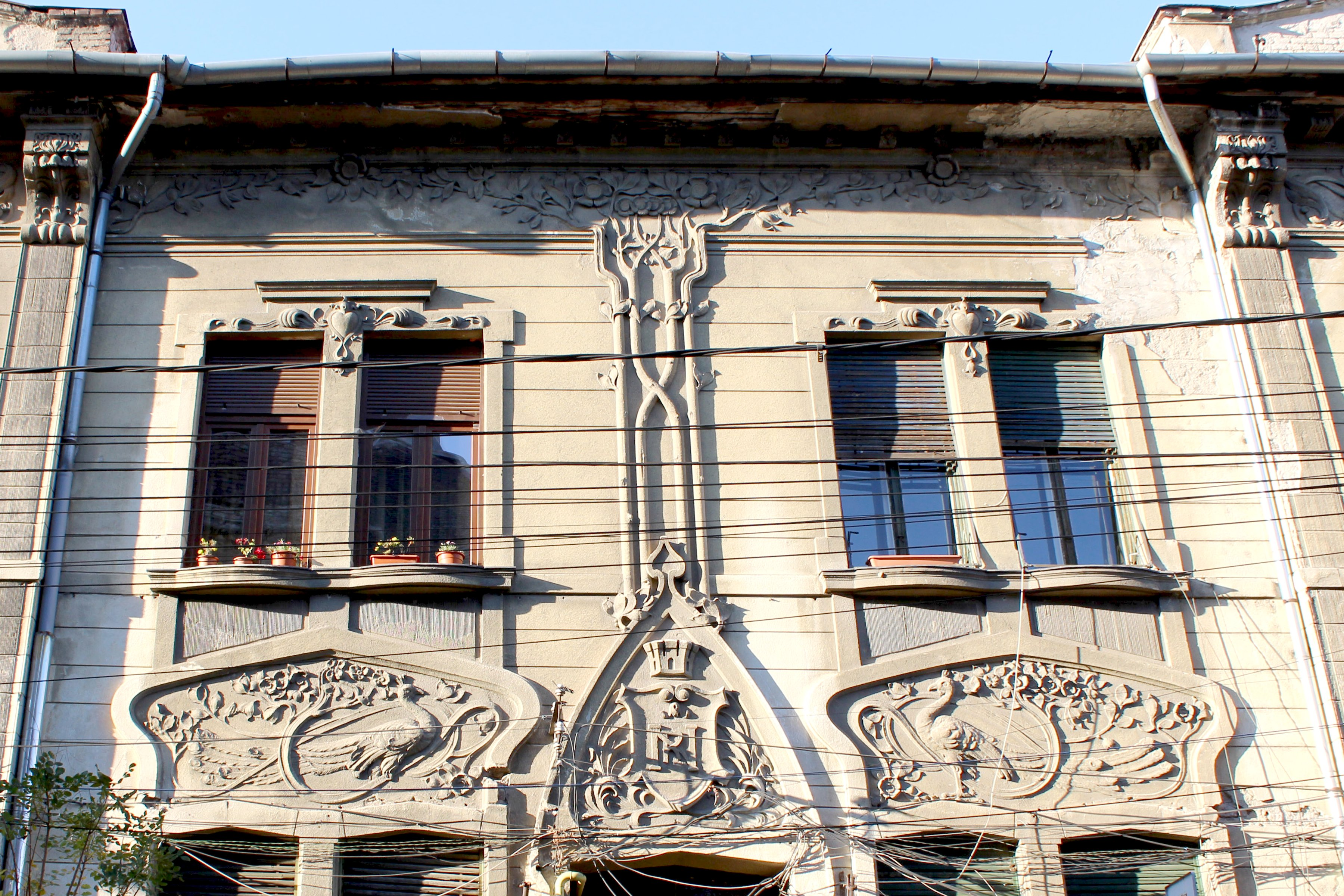
Detaliu Casa Romulus Nicolin, Pomul vieții
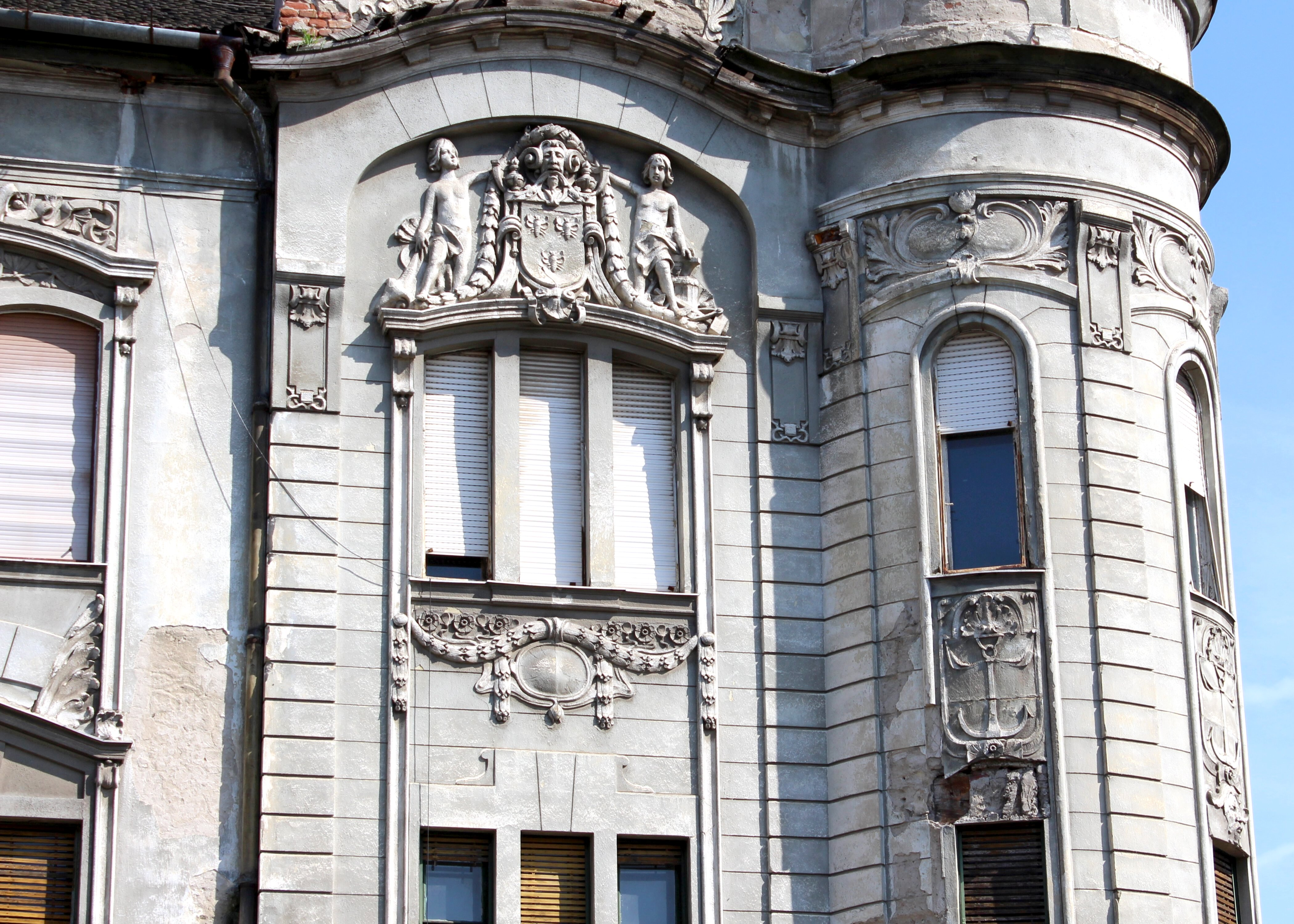
Detaliu cu stupul (simbolul băncilor) la palatul Casei de Economii Timișorene